# پروین (خواننده)
پروین نوری‌وند (۱۳۱۷ – ۱۹ مرداد ۱۴۰۲)، با نام هنری پروین، خواننده ایرانی بود.

## زندگی
پروین نوری‌وند در سال ۱۳۱۷ در تهران متولد شد، وی پس از تحصیلات کارمند بانک بازرگانی (شاهنشاهی) بود. علاقه‌اش به قمرالملوک وزیری موجب شد تا به واسطه توران مهرزاد، به همایون خرم معرفی شد و پا به عرصه هنر نهاد. وی بیش از ۳۰۰ ترانه و آواز در دهه ۳۰ و ۴۰ همچون غوغای ستارگان، پیک سحری، درد عشق و انتظار و زمستان خواند و در برنامهٔ گل‌ها از جمله یک شاخه گل و گل‌های رنگارنگ اجراهایی داشت.
گونه صدای او در محدودهٔ کنترآلتو (آلتو/صدای بم بانوان) محسوب می‌شد و صدا و توانایی او را با دلکش مقایسه می‌کردند.
پروین در طول فعالیت هنری خود همکاری مستمری با آهنگسازانی همچون همایون خرم (بیش از ۱۲۰ ترانه برای پروین ساخت)، حسین صمدی، مرتضی حنانه، رضا ناروند، مرتضی محجوبی، جواد لشکری، انوشیروان روحانی، امین‌الله رشیدی و همچنین ترانه‌سرایانی همچون: پرویز وکیلی، کریم فکور، رحیم معینی کرمانشاهی، پرویز خطیبی، هدایت‌الله نیرسینا، عبدالله الفت، تورج نگهبان، مهدی سهیلی و بهادر یگانه داشت. پروین در سال ۱۳۵۳ از کار خوانندگی کناره‌گیری کرد. اوایل سال ۱۴۰۲ گروهی از هنرمندان موسیقی ایران از جمله حسین علیزاده برای او برنامه بزرگداشتی ترتیب دادند.
پروین نوری‌وند ۱۹ مرداد ۱۴۰۲ در سن ۸۵ سالگی در تهران درگذشت.

## آثار
- زده بر آتش دل دامن
- غوغای ستارگان (همایون خرم)
- زمستان (بر اساس شعر زمستان از (مهدی اخوان ثالث) و به آهنگسازی (امین‌الله رشیدی)
- یاد آنشب (همایون خرم)
- یادی از گذشته‌ها (همایون خرم)
- برق و خرمن (همایون خرم)
- نفسی بر گیرم (همایون خرم)
- زمانه (همایون خرم)
- دل غافل (همایون خرم)
- تمنا (همایون خرم)
- بگو داغ که داری (همایون خرم)
- تنها شدم (همایون خرم)
- چه کنم (همایون خرم)
- روز جدایی (حسین صمدی)
- رهگذر (همایون خرم)
- طعنه یار (مرتضی حنانه)
- شهره شهر (جواد لشگری)
- نگاه انتظار (همایون خرم)
- هجران (همایون خرم)
- تو را نمی‌خواهم (همایون خرم)
- عشق بی پایان (همایون خرم)
- سکوت نیمه شب (همایون خرم)
- مستم کن خوابم کن (همایون خرم)
- چشم دلم روشن (همایون خرم)
- آتشپاره (همایون خرم)
- قبله گاه دلها (همایون خرم)
- درگاه (همایون خرم)
- عشق آتشین (همایون خرم)
- از دست دل (همایون خرم)
- دو رنگی (همایون خرم)
- نی بزن چوپان (همایون خرم)
- من کجا او کجا (همایون خرم)
- دام دل (همایون خرم)
- فراموشم نکن (همایون خرم)
- من فداتم
- چه می‌شد
- از دل مرو(علی تجویدی)
- نسیم سحر (همایون خرم)
- ماه شب افروز (همایون خرم)
- دل رمیده (همایون خرم)
- بی اشیانم (همایون خرم) در بیات ترک
- پیری
- دو روزه جوانی (همایون خرم) ترانه‌سرا: (علی صارمی) در دستگاه همایون
- الماس آهنگساز:(هوشنگ سپهری) ترانه‌سرا: (عبداله الفت)
- آوای جرس آهنگساز: (همایون خرم) ترانه‌سرا: (عبداله الفت) در آواز دشتی، در این آهنگ با ویلن اشاره‌ای به قطعه زرد ملیجه استاد ابوالحسن صبا شده است سال اجرا ۱۳۳۸
- قصه مهر و وفا آهنگساز: (هوشنگ سپهری) ترانه‌سرا: (عبداله الفت)
- نازنین آهنگساز: (حسین صمدی) در سه گاه
- چه شبی چه ماهی آهنگساز: (همایون خرم) ترانه‌سرا: (کریم فکور)
- گریزان آهنگساز: (همایون خرم) ترانه‌سرا: (کریم فکور) در دستگاه همایون
- برق جانسوز آهنگساز: (ناصر خدیوی) در دستگاه ماهور
- تنها ماندم آهنگساز: (همایون خرم) ترانه‌سرا: (عبداله الفت) در آواز بیات اصفهان
- گل ناز من آهنگساز: (همایون خرم) ترانه‌سرا: (معینی کرمانشاهی) در آواز دشتی،
- می‌رود نمی‌رود
- افسانه مگو آهنگساز: (حسین صمدی) در شوشتری
- شب نظاره‌ها آهنگساز: (همایون خرم) ترانه‌سرا:(تورج نگهبان) در آواز اصفهان
- صدای آشنا آهنگساز:(همایون خرم) ترانه‌سرا:(کریم فکور) در دستگاه همایون
- به دیدن من آمدی
- از آن شبی که برنگشتی آهنگساز: (همایون خرم) ترانه‌سرا: (تورج نگهبان) در دستگاه شور
- پیک سحری آهنگساز: (همایون خرم) ترانه‌سرا: (کریم فکور) در آواز دشتی،
- توبه کردم آهنگساز: (همایون خرم) در دستگاه سه گاه
- لیلا آهنگساز: (جواد بدیع زاده) ترانه‌سرا: (موید ثابتی) در آواز بیات اصفهان
- بیابان تا بیابان
- تصویری در خیال آهنگساز: (همایون خرم) ترانه‌سرا: (تورج نگهبان) در دستگاه ماهور
- وقت سحر
- خوش آمدی آهنگساز: (مین باشیان) ترانه‌سرا: (محمدتقی بهار) در دستگاه اصفهان
- ساغر بلورین آهنگساز: (همایون خرم) ترانه‌سرا: (هدایت اله نیرسینا) در دستگاه ماهور
- خدا تو را از ما نگیرد آهنگساز:(همایون خرم) ترانه‌سرا:(ایرج تیمورتاش) در دستگاه سه گاه
- او رفت و شب شد آهنگساز:(همایون خرم) ترانه‌سرا:(تورج نگهبان) در آواز اصفهان
- تو کجا بودی آهنگساز: (همایون خرم) ترانه‌سرا: (تورج نگهبان) در دستگاه ماهور
- تنها
- چه مهربانی تو
- دختر چوپان
- آواز -دلبر
- جلوه نوروز (ضبط: ۱۳۳۸/۱۲/۱۲ به همراهی ارکستر شماره چهار رادیو ایران)
- تنها رفته‌ای
- شکسته
- گل پژمرده
- دیر آمدی
- مرا کشتی و رفتی
- چه گویم
- مژدگانی
- گلبرگ
- پیام آشنا
- بام جهان
- باغ زیبا
- عاشق جانباز
- گردنبند الماس
- چه خطا کردم
- همینم که هستم
- می‌روی خداحافظ
- (مرا مگذار و مگذر

آهنگساز: واروژان
شاعر: یداله عاطفی کرمانشاهی (آشفته))
- گر پا نهی
- کوچه باغی
- بیات تهران
- چهارم آبان
- سرای آشنا
- اول هیکل (جاهلی)
- گلفشان
- یاد جوانی
- بیا
- مدعی
- چرا
- باد صبا
- رقیب
- پرواز
- ای دیده
- سینه عشق آفرین
- آتش دل
- نوای مرغ حق
- یارب
- ای کبوتر
- شور جوانی
- شاخه گل ۱۹۸
- جلوه نوبهاری
- کاش هرگز نمیدیم ترا
- دل پر خون
- چرا رفتی
- گل خار
- عشوه گر
- دختر شاه پریون
- خانه بدوش
- غروب جدایی-۱
- غروب جدایی-۲
- آهنگ نو
- نیامد
- آمدم نبودی
- صبح قیامت
- نوزاد
- شاخه تاک
- عمر گذران
- باور ندارم
- محبوب مهربانی
- غنچه نشکفته
- ستاره (انوشیروان روحانی)
- قلب عاشقان
- ای نازنین
- برو برو (کوچه باغی)
- چرا از او جدا شوم
- از یاد رفته
- می‌دانم بر می‌گردی
- شهر قصه‌ها
- من و خاموشی (جواد لشگری)
- مست رؤیا
- رسوای عشق
- همه گلی همه بهاری
- نغمه عاشقانه